# EXPO防衛ロボット GRAN SONIK
『EXPO防衛ロボット GRAN SONIK』（エキスポぼうえいロボット・グラン・ソニック） は、日本の音楽グループであるm-floによる2ndアルバム『EXPO EXPO』（2001年） のリミックスアルバム。
2001年11月発売。
バーチャル万博 "EXPO EXPO" を襲った、暴走したグローバルアストロライナー社製ロボット "ローリー" にエキスポ防衛ロボ "GRAN SONIK" が立ち向かい、最終的には2人で駆け落ちしてしまうというストーリー。
ロボット・GRAN SONIKは『EXPO EXPO』のジャケットのEXPO会場を変形／合体させたものである。「リミックスって、そんな合体ロボットの雰囲気に近いと思ってね。」と☆Takuはリリース当時のインタビューにおいて述べている。
「m-flo『come again』Remix コンテスト」でグランプリ賞を獲得した、「come again [Tokyo Cafe Remix]」が収録されている。

## 収録曲
1. 突撃! グランソニック
2. How You Like Me Now? [Edwards Radio Flo Remix (FULL RAP)] by Todd Edwards
3. マリンコビッチの野望
4. prism [SUNSHIP VOCAL]
5. magenta rain [London Elektricity remix] by London Elektricity
6. ローリー誕生
7. One Sugar Dream [Readymade pot-pourri of the beats] by KONISHI yasuharu
8. EXPO EXPO [MOTIVA:t.m.d.c Remix] by MOTIVA.
9. ローリー暴走
10. Dispatch [SPACE BUDDHA PIMP +1 MORE REMIX] by Dev Large
11. EXPO EXPO [Deckstream Remix] by DJ Deckstream
12. Yours only, [De Nada Full Vocal 12"]
13. 合体!エキスポ防衛ロボ
14. EXPO EXPO [dj GEETEK drum'nEXPO'bass remix]
15. What It Is [Supreme One Remix]
16. ロボットの駆け落ち
17. come again [Tokyo Cafe Remix] by 境 亜寿香 (Remix Contest Winner)
18. orbit-3 [East West Vocal remix] by East West Connection
19. Lies [Giant Swing Mix] by T.Kura
20. 2013
21. nogawdnaB